# Улица Генерала Перхоровича
У́лица Перхоро́вича — улица в Советском районе Воронежа, в микрорайоне Юго-Западный. Расположена между улицей Любы Шевцовой и проспектом Патриотов. К улице примыкает улица Южно-Моравская. С нечётной стороны в южной части примыкает вплотную к посёлку 1 Мая.
Улица названа в честь Героя Советского Союза генерал-лейтенанта Франца Иосифовича Перхоровича (1894—1961), командовавшего во время Великой Отечественной войны 100-й стрелковой дивизией, оборонявшей Воронеж.
На улице находится троллейбусное кольцо маршрута № 17, где также разворачивается большое число автобусных маршрутов.